# Bat Chefer
Bat Chefer (hebr. בת חפר) – wieś położona w samorządzie regionu Emek Chefer, w Dystrykcie Centralnym, w Izraelu.
Leży w dolinie Chefer, na granicy równiny Szaron z zachodnią częścią Samarii, w otoczeniu kibuców Jad Channa i Bachan, oraz moszawów Niccane Oz, Olesz i  Gan Joszijja. Na wschód od wioski przebiega granica terytoriów Autonomii Palestyńskiej, która jest strzeżona przez mur bezpieczeństwa. Po stronie palestyńskiej znajduje się miasto Tulkarm.

## Historia
Budowa nowej osady położonej w tym miejscu rozpoczęła się w 1995. Pierwsi mieszkańcy wprowadzili się do nowych domów w 1996.
Podczas palestyńskiego powstania nieposłuszeństwa Intifady Al-Aksy wioska była częstym celem ostrzału terrorystycznego. Doprowadziło to do wybudowania w 2002 muru bezpieczeństwa, który oddzielił terytorium izraelskie od palestyńskiego.

## Edukacja
W wiosce znajduje się szkoła podstawowa Sadot.

## Kultura i sport
W wiosce jest ośrodek kultury, amfiteatr, boisko do piłki nożnej oraz korty tenisowe.

## Komunikacja
Na zachód od wioski przebiega autostrada nr 6, brak jednak możliwości bezpośredniego wjazdu na nią. Z wioski wyjeżdża się na zachód na drogę nr 5714, którą jadąc na południowy zachód dojeżdża się do kibucu Jad Channa, lub jadąc na północ dojeżdża się do kibucu Bachan.